# Святошенко, Леонид Степанович
Леонид Степанович Святошенко (21 августа 1923 — 27 ноября 1998) — капитан, командир эскадрильи 948-го штурмового авиационного полка 308-й штурмовой авиационной дивизии 3-го штурмового авиационного корпуса 2-й воздушной армии, Герой Советского Союза.

## Биография
Родился 21 августа 1923 года в селе Шугаевка Лозовского района Харьковской области Украины. Работал кладовщиком в аэроклубе.
В Красной Армии с 1940 года. В 1941 году окончил школу пилотов. Участник Великой Отечественной войны с марта 1943 года.
Командир эскадрильи 948-го штурмового авиационного полка 308-й штурмовой авиационной дивизии 3-го штурмового авиационного корпуса 2-й воздушной армии капитан Святошенко к маю 1945 года совершил 120 боевых вылетов на бомбардировку и штурмовку живой силы и техники противника.
27 июня 1945 года за образцовое выполнение боевых заданий командования на фронте борьбы с немецко-фашистскими захватчиками и проявленные при этом мужество и героизм капитану Леониду Степановичу Святошенко присвоено звание Героя Советского Союза с вручением ордена Ленина и медали «Золотая Звезда».
С 1949 года майор Л. С. Святошенко в запасе. Жил в Москве. Умер 27 ноября 1998 года.

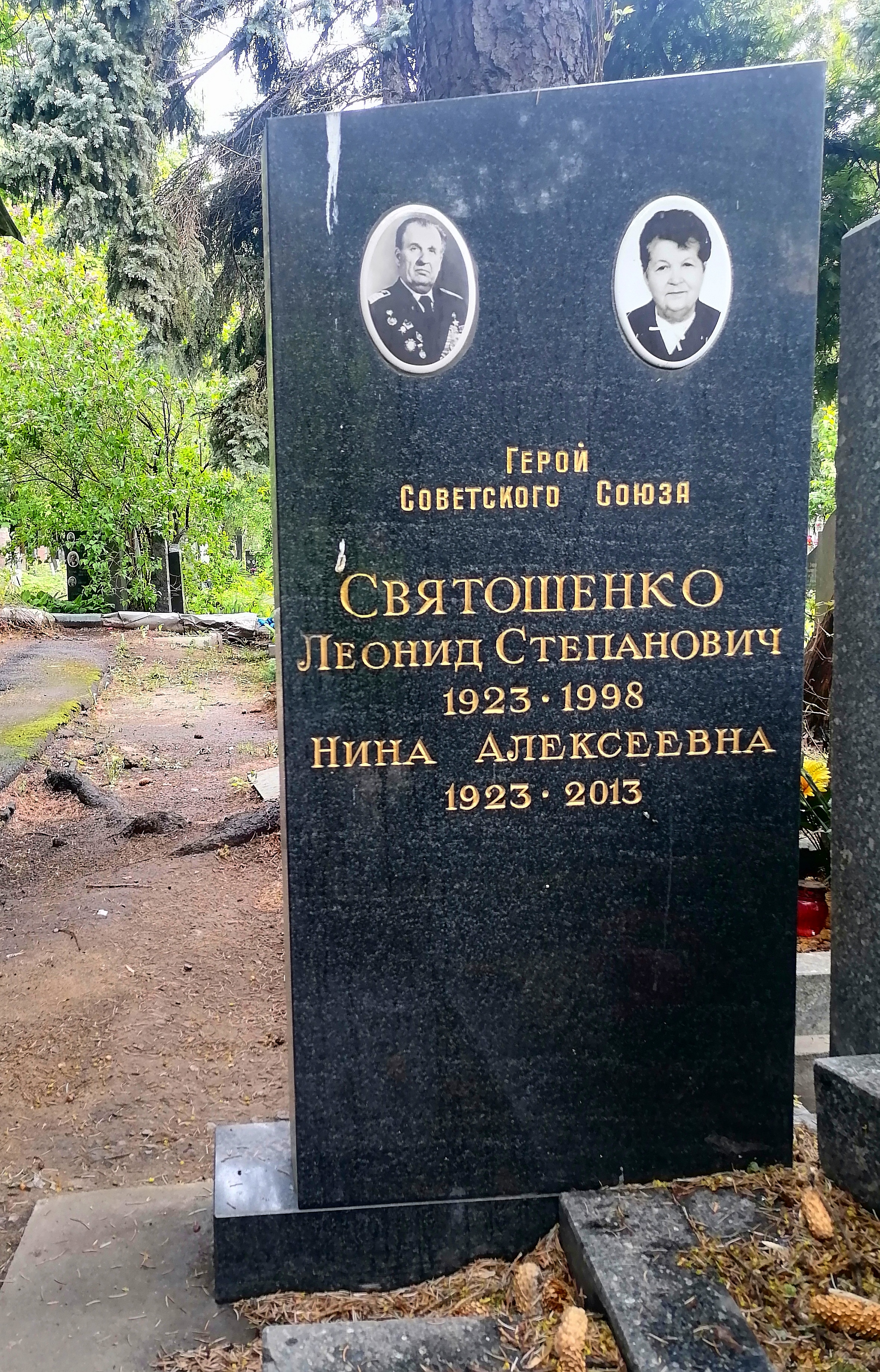
Могила на Донском кладбище

Похоронен на Донском кладбище (уч. 15).

## Награды
Награждён рядом орденов и медалей.